# Jerzy Dudek
Jerzy Henryk Dudek (ur. 23 marca 1973 w Rybniku) – polski piłkarz, który występował na pozycji bramkarza.
W latach 1998–2013 reprezentant Polski. Uczestnik Mistrzostw Świata 2002. Członek Klubu Wybitnego Reprezentanta, zajmuje trzecie miejsce pod względem liczby występów bramkarzy w reprezentacji Polski.
Po występach w lokalnych drużynach w 1995 trafił do Sokoła Tychy, gdzie zadebiutował w pierwszej lidze. Rok później trafił do Feyenoordu, gdzie w ciągu pięciu sezonów zdobył mistrzostwo Holandii i dwukrotnie został uznany za najlepszego bramkarza Eredivisie. W 2000 został wybrany piłkarzem roku w Polsce w plebiscycie „Piłki Nożnej”. W 2001 trafił do Liverpoolu, gdzie spędził sześć kolejnych sezonów i sięgnął z klubem po trofeum Ligi Mistrzów UEFA, zostając jednym z bohaterów meczu finałowego w Stambule. W 2007 przeniósł się do Realu Madryt, gdzie jako drugi bramkarz spędził cztery sezony, zdobywając wszystkie krajowe trofea i debiutując w Primera Division. Jest jednym z sześciu polskich piłkarzy – zdobywców Pucharu Europy.

## Kariera piłkarska

### Concordia Knurów
Karierę rozpoczął jesienią 1985 w trampkarzach Górnika Knurów, trenował w drużynie Witolda Słabkowskiego. Podczas jednego z sezonów rozegrał w nich 12 spotkań jako lewy obrońca. Wiosną 1989 zadebiutował w drużynie juniorów Górnika, grając w meczu z GKS Tychy.
W 1991 trafił do pierwszego zespołu klubu, występującego w III lidze; w drużynie, grającej pod nową nazwą – Concordia Knurów, zadebiutował 10 kwietnia 1992 w meczu z Carbo Gliwice.
W barwach Concordii rozegrał 115 spotkań, ostatni pojedynek zanotował przeciwko Olimpii Piekary Śląskie w listopadzie 1995.

### Sokół Tychy
Wiosną 1996 za sprawą trenera Bogusława Kaczmarka przeszedł do Sokoła Tychy, występującego w ekstraklasie. Debiut w ekstraklasie zaliczył 16 marca 1996 w przegranym 2:0 meczu wyjazdowym z Legią Warszawa. Po rozegraniu 15 meczów ligowych odszedł z klubu.

### Feyenoord Rotterdam

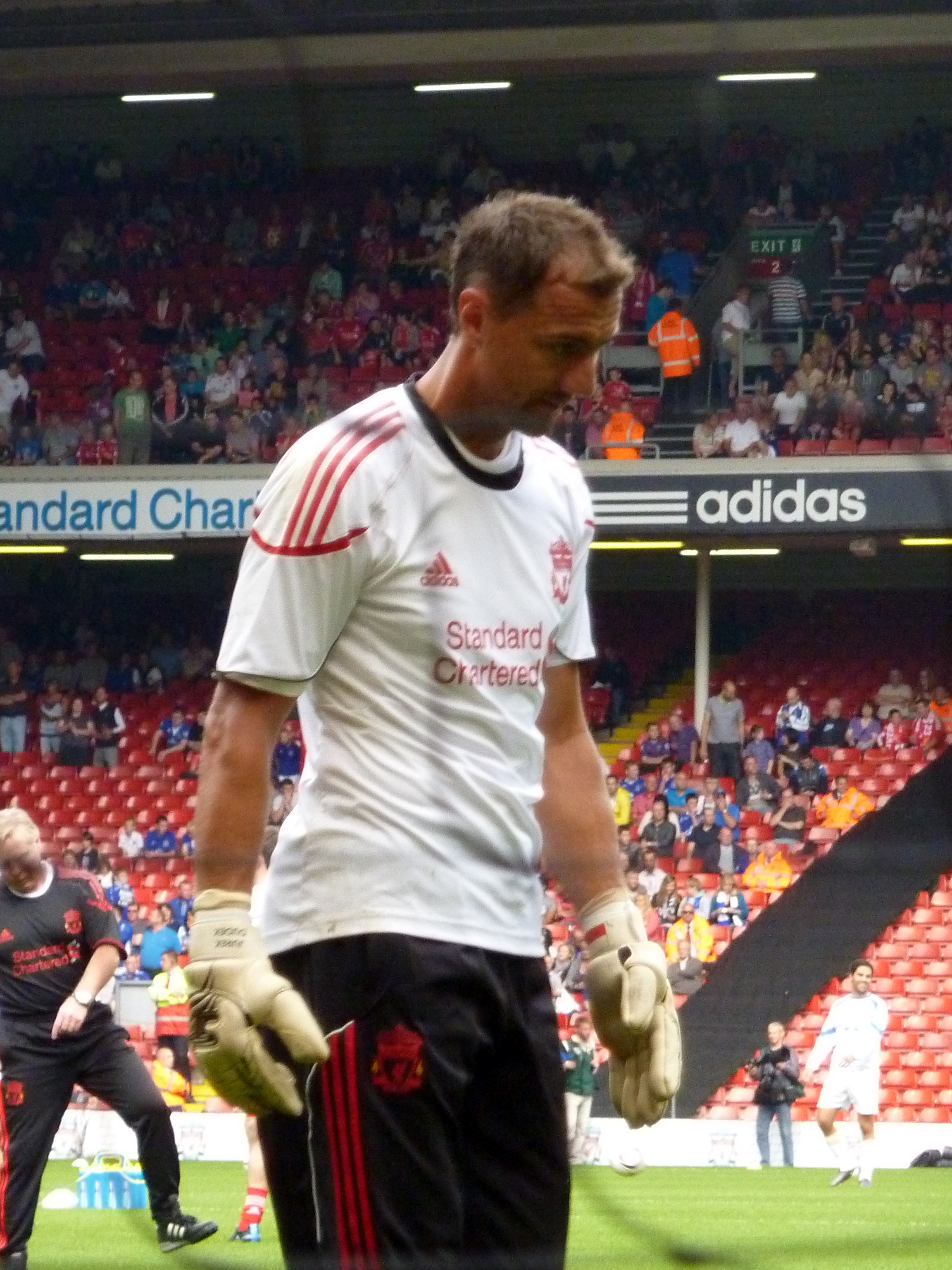
Dudek w barwach Liverpoolu

19 lipca 1996 podpisał profesjonalny kontrakt z holenderskim klubem występującym w lidze Eredivisie – Feyenoordem. Podczas sezonu 1996/1997 był bramkarzem rezerwowym, gdyż podstawowym bramkarzem był reprezentant Holandii – Ed de Goey. Po jego odejściu do występującego w angielskiej Premier League – Chelsea Londyn Dudek został podstawowym zawodnikiem klubu, w którego barwach zadebiutował 13 sierpnia 1997 w wygranym 6:2 pierwszym meczu II rundy kwalifikacyjnej Ligi Mistrzów 1997/1998 z fińskim Jazz Pori. Osiem dni później po raz pierwszy wystąpił w holenderskiej ekstraklasie, w wygranym 0:3 meczu z MVV Maastricht.
W maju 1998 podpisał nowy kontrakt, obowiązujący do 2003. W sezonie 1998/1999 na cztery kolejki przed końcem rozgrywek Feyenoord zapewnił sobie mistrzostwo Holandii, a Dudek został uznany przez związek piłkarzy profesjonalnych VVCS za najlepszego bramkarza ligi.
W sezonie 1999/2000 Feyenoord zakończył rozgrywki ligowe na trzecim miejscu oraz zdobył Superpuchar Holandii, pokonując w finale Ajax Amsterdam 3:2. W tymże sezonie Dudek został ponownie wybrany najlepszym bramkarzem ligi, a także uznano go najlepszym zawodnikiem w plebiscycie gazet „De Telegraaf”. Został też okrzyknięty najlepszym polskim piłkarzem sezonu w plebiscycie tygodnika „Piłka Nożna” oraz otrzymał Piłkarskiego Oscara od PZPN dla najlepszego polskiego zawodnika.
Dobra postawa zaowocowała ofertami z wielu znanych europejskich drużyn. Według spekulacji prasowych proponowano mu grę m.in. w FC Barcelonie, Realu Madryt, Arsenalu i Manchesterze United. Pod koniec sierpnia 2001 po rozegraniu 139 meczów ligowych przeniósł się do Liverpoolu, jednego z czołowych klubów angielskiej Premier League.

### Liverpool

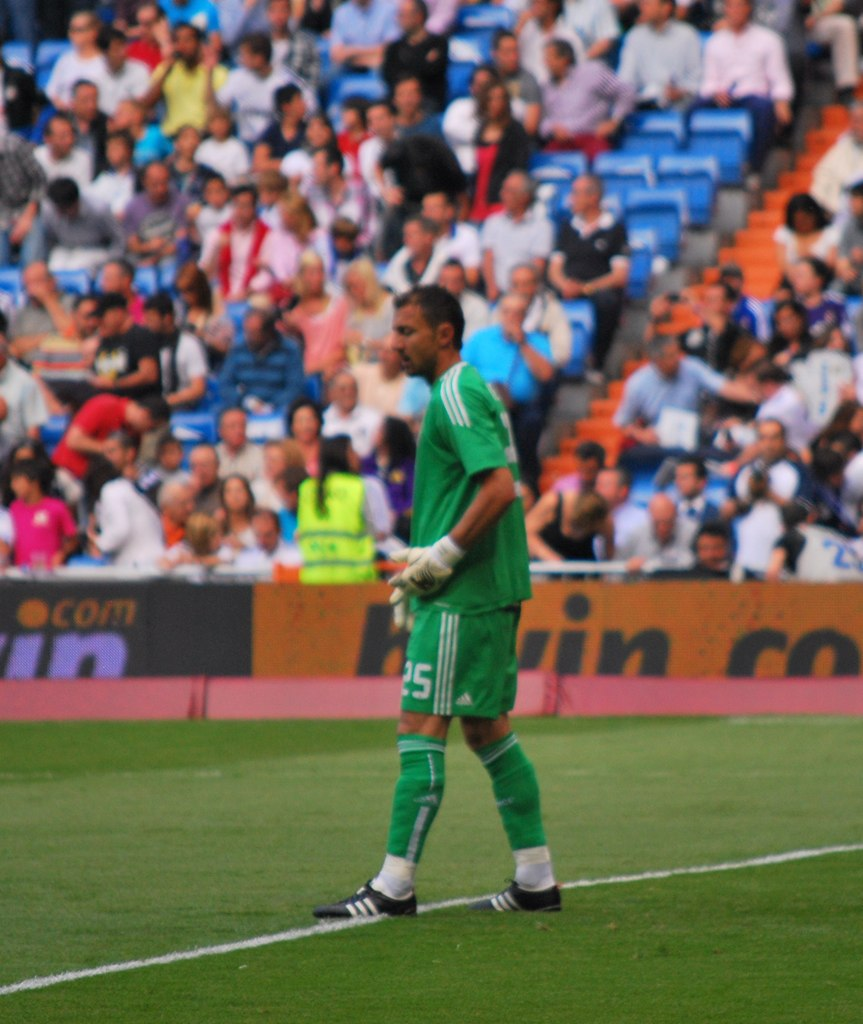
Dudek jako piłkarz Realu Madryt

Kontrakt Dudka z Liverpool został podpisany w Warszawie i obowiązywał przez pięć lat. W Premier League zadebiutował 8 września 2001 w przegranym 1:3 meczu przeciwko Aston Villi. W pierwszym sezonie w klubie rozegrał łącznie 35 ligowych spotkań i pomógł zdobyć wicemistrzostwo Anglii. W 2002 otrzymał nominację UEFA do nagrody dla najlepszego bramkarza Europy w sezonie 2001/2002, jednak zwycięzcą okazał się Niemiec Oliver Kahn. Ponadto po raz drugi zdobył Piłkarskiego Oscara dla najlepszego polskiego zawodnika.
W sezonie 2002/2003 wystąpił w spotkaniu o Tarczę Wspólnoty, jednak jego drużyna przegrała z Arsenalem 1:0. W grudniu 2002 podczas meczu z Manchesterem United popełnił fatalny błąd, który kosztował go utratę miejsca w bramce klubu – przepuścił piłkę między nogami, a do pustej siatki trafił Diego Forlán. W marcu 2003 Liverpool zwyciężył w Pucharze Ligi Angielskiej, pokonując w finale Manchester United 2:0, a Dudek został wybrany Piłkarzem Meczu.
Na początku sezonu 2004/2005 zdobył zaufanie nowego trenera drużyny, Rafaela Beníteza, który wystawiał Polaka w najważniejszych spotkaniach. W 2005 ponownie zagrał w finale Pucharu Ligi Angielskiej, jednak tym razem jego zespół uległ po dogrywce Chelsea 3:2. 25 maja 2005 zagrał na Atatürk Olimpiyat Stadyumu w Stambule w finałowym meczu Ligi Mistrzów przeciwko włoskiemu A.C. Milan, w którym dzięki trzykrotnej obronie w serii rzutów karnych, przyczynił się do zdobycia przez swój klub trofeum. Interwencję Dudka podczas dogrywki uznano za trzecią najefektowniejszą paradę bramkarską w historii piłki nożnej oraz za najbardziej pamiętny moment w historii Ligi Mistrzów. Ponadto drugi raz został nominowany przez UEFA do nagrody dla najlepszego bramkarza, jednak tym razem tryumfatorem okazał się Czech Petr Čech. Zdobył także Superpuchar Europy, jednak z powodu urazu nie zagrał przeciwko rosyjskiemu CSKA Moskwa (3:1).
W sierpniu 2005 podczas treningu doznał kontuzji łokcia i od sezonu 2005/2006 był rezerwowym bramkarzem zespołu po tym, jak trener Rafael Benítez sprowadził swojego rodaka, José Reinę. W styczniu 2006 zajął ósme miejsce w 71. Plebiscycie „Przeglądu Sportowego” na najlepszego polskiego sportowca w 2005. Po sezonie 2006/2007 odszedł z Liverpoolu po rozegraniu 127 meczów ligowych.

### Real Madryt

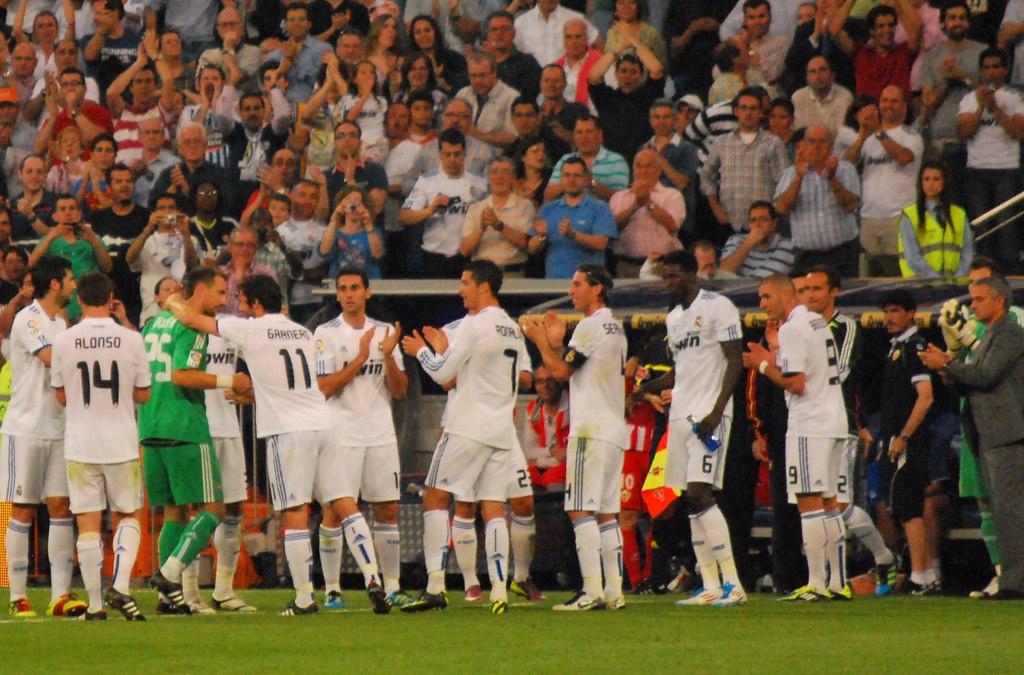
Dudek oklaskiwany przez szpaler piłkarzy Realu Madryt w swoim pożegnalnym meczu przeciwko Almerii (2011)

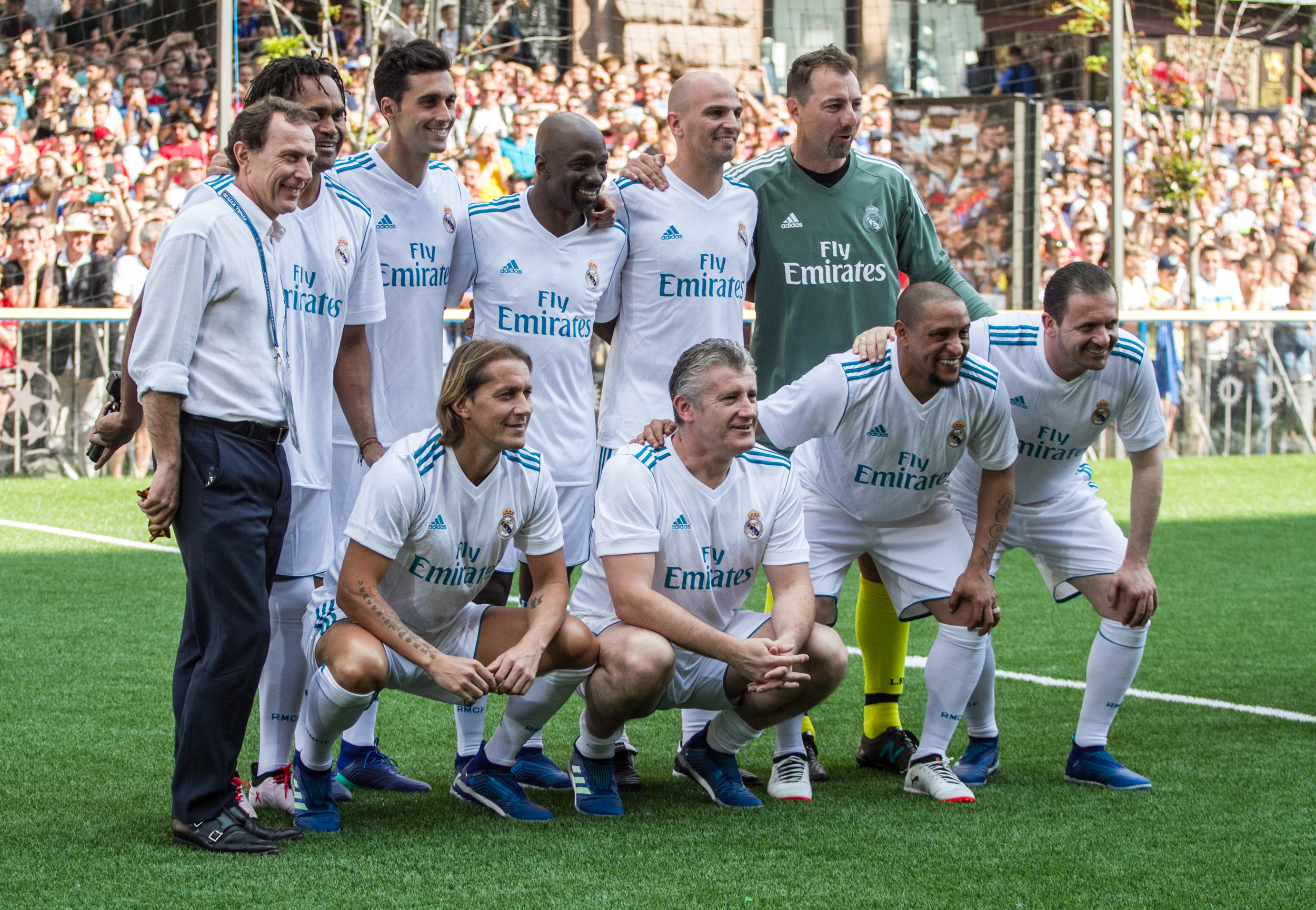
Jerzy Dudek w drużynie gwiazd Realu Madryt (2018)

Przeszedł do występującego w hiszpańskim Primera División Realu Madryt na zasadzie wolnego transferu, z którym 20 lipca 2007 podpisał dwuletni kontrakt i został zmiennikiem dla Ikera Casillasa. W sezonie 2007/2008 zdobył mistrzostwo Hiszpanii i zaliczył jedno ligowe spotkanie przeciwko Realowi Saragossa, które zakończyło się remisem 2:2. W 2009 przedłużył kontrakt z Realem.
W grudniu 2010 podczas meczu Ligi Mistrzów z Auxerre uległ kontuzji (pęknięcie szczęki), a po operacji udał się na kilkutygodniową rekonwalescencję; w tym czasie jego miejsce w drużynie zajmował Antonio Adán. W 2011 po zwycięstwie Królewskich z FC Barceloną (1:0) w Walencji sięgnął po Puchar Króla. Po sezonie 2010/2011 odszedł z Realu Madryt, ostatnie spotkanie w Królewskich rozegrał 21 maja 2011 przeciwko UD Almeríi. Żegnany oklaskami przez kibiców i przechodzący w szpalerze utworzonym przez kolegów z drużyny, zszedł z boiska w 78. minucie meczu. Przed rozpoczęciem meczu pożegnalnego dostał od dyrektora sportowego klubu Jorgego Valdano i prezesa Florentina Péreza statuetkę z wygrawerowanym napisem: „Jerzy Dudek: Real Madrid 2007–2011”, a także koszulkę z podpisami zawodników i trenerów.
Wkrótce po odejściu z Realu Madryt zakończył piłkarską karierę.

## Kariera reprezentacyjna

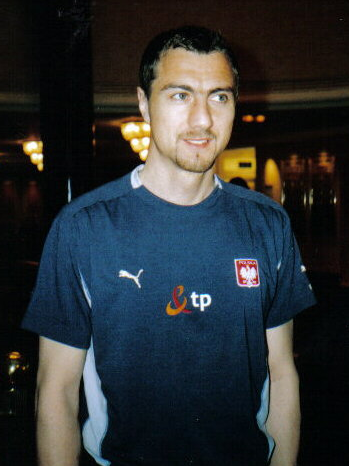
Dudek jako reprezentant Polski (2006)

Rozegrał dwa spotkania w młodzieżowej reprezentacji Polski, zadebiutował 20 czerwca 1996 w przegranym 2:0 towarzyskim meczu przeciwko reprezentacji Argentyny.
W czerwcu 1996, będąc zawodnikiem Sokoła Tychy, otrzymał pierwsze powołanie do seniorskiej reprezentacji Polski od selekcjonera Antoniego Piechniczka w 1996 na mecz towarzyski przeciwko reprezentacji Rosji, który obejrzał z ławki rezerwowych. Debiut zaliczył za kadencji selekcjonera Janusza Wójcika 25 lutego 1998 w Ramat Ganie w przegranym 0:2 meczu towarzyskim przeciwko reprezentacji Izraela, zmieniając w 46. minucie Adama Matyska. Za kadencji selekcjonera Janusza Wójcika rozegrał jeszcze jeden mecz – 18 sierpnia 1999 w Warszawie mecz towarzyski przeciwko reprezentacji Hiszpanii, gdzie w 53. minucie ponownie zastąpił Adama Matyska; mecz zakończył się porażką Polski 1:2.
Po przejęciu w 1999 przez Jerzego Engela stanowiska selekcjonera reprezentacji Polski został podstawowym bramkarzem drużyny. Zagrał we wszystkich 10 meczach eliminacyjnych mistrzostw świata 2002, z czego dziewięć meczów rozegrał w pełnym wymiarze czasowym (wyjazdowy mecz z Norwegią zaczynał z ławki rezerwowych, w 66. minucie meczu zastąpił Adama Matyska). reprezentacji Polski wygrała swoją grupę eliminacyjną i pierwszy raz od 1986 awansowała na mistrzostwa świata 2002 w Korei Południowej i Japonii, podczas którego Biało-Czerwoni po dwóch porażkach z reprezentacją Korei Południowej (0:2) i reprezentacją Portugalii i zwycięstwie z reprezentacją Stanów Zjednoczonych (3:1) zajęli ostatnie czwarte miejsce w Grupie D i zakończyli swój udział w turnieju po fazie grupowej, a Dudek wystąpił w dwóch pierwszych meczach, w których puścił sześć bramek, a podczas meczu z reprezentacją Stanów Zjednoczonych w bramce Biało-Czerwonych stanął Radosław Majdan.
Wystąpił w siedmiu meczach eliminacyjnych mistrzostw świata 2006, jednak pod koniec eliminacji z powodu kontuzji w ostatnich meczach bronił już Artur Boruc. Z powodu niestabilnej sytuacji w klubie Liverpool selekcjoner Paweł Janas nie powołał Dudka na turniej, co wywołało niezadowolenie wśród kibiców, które okazali podczas 30 maja 2006 podczas przegranego 1:2 meczu towarzyskiego z reprezentacją Kolumbii na Stadionie Śląskim w Chorzowie – po puszczonej bramce przez Tomasza Kuszczaka kibice skandowali nazwisko Dudka.
16 listopada 2005 podczas wygranego 3:1 meczu towarzyskiego z reprezentacją Estonii w Ostrowcu Świętokrzyskim po raz pierwszy został kapitanem Biało-Czerwonych. Po mistrzostwach świata 2006 wystąpił w dwóch spotkaniach reprezentacji Polski prowadzonej przez selekcjonera Leo Beenhakkera: 16 sierpnia 2006 w przegranym 0:2 meczu towarzyskim z reprezentacją Danii w Odense i 2 września w pierwszym przegranym 1:3 meczu eliminacyjnym mistrzostw Europy 2008 z reprezentacją Finlandii w Bydgoszczy. Następny mecz w reprezentacji Polski rozegrał 14 października 2009 na Stadionie Śląskim w Chorzowie za kadencji tymczasowego selekcjonera Stefana Majewskiego, kiedy to Biało-Czerwoni przegrali 0:1 w meczu eliminacyjnym mistrzostw świata 2010 z reprezentacją Słowacji.
20 lutego 2013 prezes PZPN Zbigniew Boniek i selekcjoner Waldemar Fornalik podjęli decyzję o zorganizowaniu dla Dudka pożegnalnego meczu w reprezentacji Polski. 4 czerwca 2013 na stadionie MKS Cracovii w Krakowie reprezentacja Polski rozegrała mecz towarzyski z reprezentacją Liechtensteinu, który zakończył się zwycięstwem Biało-Czerwonych 2:0. Dudek wystąpił podczas spotkania z numerem „60” na koszulce i był kapitanem drużyny, grał do 34. minuty i został zmieniony przez Artura Boruca, dzięki czemu rozegrał swój 60. mecz w reprezentacji Polski, dołączając tym samym do Klubu Wybitnego Reprezentanta. Wówczas stał się najstarszym reprezentantem Polski w historii (w dniu meczu miał 40 lat i 73 dni), bijąc rekord Władysława Szczepaniaka, który swój ostatni mecz w reprezentacji Polski rozegrał w 1947, mając 37 lat i 118 dni.

## Kariera medialna

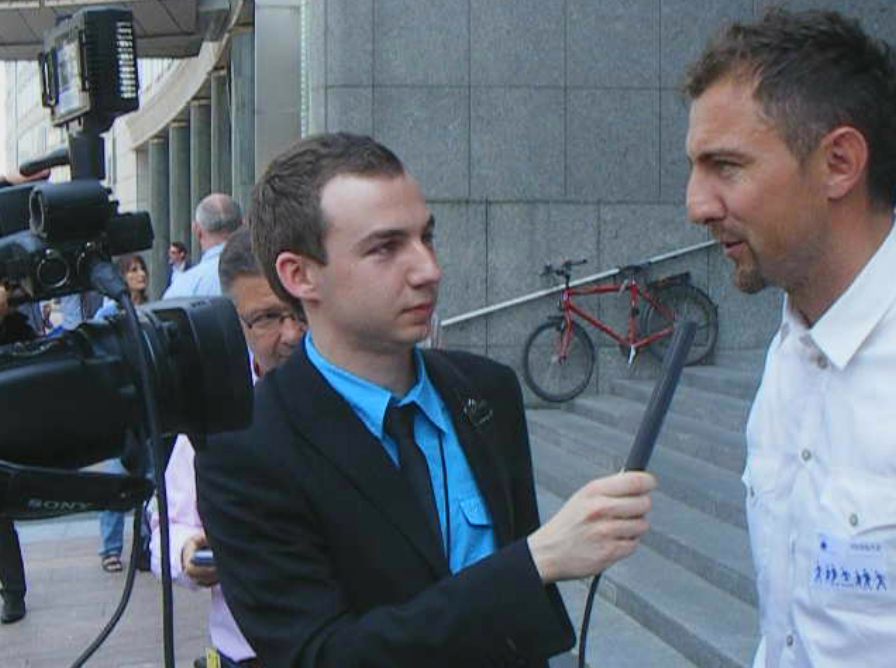
Dudek udzielający wywiadu (2012)

Wspólnie z Dariuszem Kurowskim wydał dwie książki biograficzne: Uwierzyć w siebie. Do przerwy 0:3 w 2005 i NieREALna kariera w 2015. Ponadto w 2012 we współpracy z psychologiem sportowym Pawłem Habratem wydał książkę Pod presją. Jak wytrzymałość psychiczna pomaga zwyciężać. Był także bohaterem książki Piotra Skorupy Jerzy Dudek. Wybitny z Knurowa, wydanej w 2013.
W sierpniu 2005 zadebiutował w roli telewizyjnego komentatora piłki nożnej, relacjonując widzom TVP mecz Liverpool – CSKA Moskwa. Po zakończeniu kariery sportowej został ekspertem i komentatorem telewizyjnym piłki nożnej. Jest ekspertem, głównie TVP Sport. Występował też w kanałach sportowych Polsatu oraz komentował kilka meczów w Eurosporcie.
W 2011 został ambasadorem kampanii reklamowej „Teraz golf”, organizowanego przez Polski Związek Golfa programu promującego tę dyscyplinę. W 2011 nawiązał współpracę z firmą Castrol jako ambasador projektów promujących piłkę nożną, promował medialnie m.in. Mistrzostwa Europy w Piłce Nożnej 2012, których firma była oficjalnym sponsorem.
Był oficjalnym „przyjacielem Euro 2012” oraz ambasadorem finału Ligi Europy UEFA (sezon 2014/2015), który odbył się w Warszawie.
Dwukrotnie (w 2012 i 2014) odrzucił propozycję udziału w programie Dancing with the Stars. Taniec z gwiazdami.
Od 2014 w poniedziałki w „Przeglądzie Sportowym” pojawiają się felietony Dudka.

## Filmografia
- 2013: Piąty Stadion – on sam (odc. 77)
- 2017: Porady na zdrady – mężczyzna grający w golfa z Rafałem
- 2017: Barwy szczęścia – on sam (odc. 1616, 1634-1635 i 1645)[28].
- 2017: Szkoła – on sam (odc. 500)[29]

## Odznaczenia i wyróżnienia
W 2000 wygrał Plebiscyt „Piłki Nożnej” na najlepszego piłkarza. Rok później otrzymał Piłkarskiego Oskara, przyznawanego przez PZPN i Canal Plus. Dwukrotnie z rzędu był wybierany najlepszym polskim zawodnikiem w plebiscycie redakcji „Sportu”: w 2000 i 2001. W 2006 zajął 8. miejsce w Plebiscycie Przeglądu Sportowego na 10. Najlepszych Sportowców Polski. W marcu 2012 wyróżniono go nagrodą Solidarni w sporcie.
Uchwałą Rady Miasta Knurowa z dnia 6 czerwca 2005 jako pierwszy został wyróżniony tytułem Honorowego Obywatelstwa Miasta Knurowa.
1 czerwca 2013 został odznaczony Srebrnym Krzyżem Zasługi za osiągnięcia sportowe i działalność na rzecz rozwoju i upowszechniania sportu.
W 2022 r. otrzymał Medal Świętego Brata Alberta za wspieranie osób niepełnosprawnych.

## Życie prywatne
Urodził się w Rybniku, jest synem Renaty i Andrzeja Dudków. Dzieciństwo i młodość spędził w Szczygłowicach, jednej z dzielnic Knurowa. Ma dwóch młodszych braci, Dariusza (ur. 1975) i Piotra (ur. 1984). Wychowywał się w rodzinie górniczej, uczył się w Technikum Górniczym.
15 czerwca 1996 ożenił się z Mirellą Litwin, z którą ma syna Aleksandra (ur. 1996) oraz córki: Wiktorię (ur. 2006) i Natalię (ur. 2006). Mieszka w Krakowie.
Amatorsko gra w golfa. Startował w kilku wyścigach samochodowych jako licencjonowany kierowca wyścigowy.
W 2005 założył Fundację „Dobry Start – sport przyszłością”, zajmującą się budową boisk piłkarskich dla dzieci mieszkających na wsiach i małych miastach. W styczniu 2013 otworzył Akademię Sportu Progres Jerzego Dudka, działającą przy Centrum Rozwoju Com-Com Zone Nowa Huta w Krakowie.
Został członkiem honorowego komitetu poparcia Bronisława Komorowskiego przed przyspieszonymi wyborami prezydenckimi 2010 oraz przed wyborami prezydenckimi w Polsce w 2015.
Został ambasadorem zorganizowanych w Krakowie Światowych Dni Młodzieży 2016.

## Statystyki

### Klubowe
| Klub               | Sezon              | Liga               | Liga    | Liga   | Puchar  | Puchar | Europa  | Europa | Łącznie | Łącznie |
| Klub               | Sezon              | Liga               | Występy | Bramki | Występy | Bramki | Występy | Bramki | Występy | Bramki  |
| ------------------ | ------------------ | ------------------ | ------- | ------ | ------- | ------ | ------- | ------ | ------- | ------- |
| Concordia Knurów   | 1991/1992          | IV liga            | 3       | 0      | –       | –      | –       | –      | 3       | 0       |
| Concordia Knurów   | 1992/1993          | IV liga            | 28      | 0      | –       | –      | –       | –      | 28      | 0       |
| Concordia Knurów   | 1993/1994          | IV liga            | 34      | 0      | –       | –      | –       | –      | 34      | 0       |
| Concordia Knurów   | 1994/1995          | IV liga            | 33      | 0      | –       | –      | –       | –      | 33      | 0       |
| Concordia Knurów   | 1995/1996          | IV liga            | 17      | 0      | –       | –      | –       | –      | 17      | 0       |
| Concordia Knurów   | Łącznie            | Łącznie            | 115     | 0      | –       | –      | –       | –      | 115     | 0       |
| Sokół Tychy        | 1995/1996          | I liga             | 15      | 0      | –       | –      | –       | –      | 15      | 0       |
| Sokół Tychy        | Łącznie            | Łącznie            | 15      | 0      | –       | –      | –       | –      | 15      | 0       |
| Feyenoord          | 1996/1997          | Eredivisie         | 0       | 0      | –       | –      | 0       | 0      | 0       | 0       |
| Feyenoord          | 1997/1998          | Eredivisie         | 34      | 0      | –       | –      | 8       | 0      | 42      | 0       |
| Feyenoord          | 1998/1999          | Eredivisie         | 34      | 0      | –       | –      | 2       | 0      | 36      | 0       |
| Feyenoord          | 1999/2000          | Eredivisie         | 34      | 0      | –       | –      | 12      | 0      | 46      | 0       |
| Feyenoord          | 2000/2001          | Eredivisie         | 34      | 0      | –       | –      | 8       | 0      | 42      | 0       |
| Feyenoord          | 2001/2002          | Eredivisie         | 3       | 0      | –       | –      | 0       | 0      | 3       | 0       |
| Feyenoord          | Łącznie            | Łącznie            | 139     | 0      | –       | –      | 30      | 0      | 169     | 0       |
| Liverpool          | 2001/2002          | Premier League     | 35      | 0      | 2       | 0      | 12      | 0      | 49      | 0       |
| Liverpool          | 2002/2003          | Premier League     | 30      | 0      | 4       | 0      | 11      | 0      | 45      | 0       |
| Liverpool          | 2003/2004          | Premier League     | 30      | 0      | 4       | 0      | 4       | 0      | 38      | 0       |
| Liverpool          | 2004/2005          | Premier League     | 24      | 0      | 7       | 0      | 10      | 0      | 41      | 0       |
| Liverpool          | 2005/2006          | Premier League     | 6       | 0      | 0       | 0      | 0       | 0      | 6       | 0       |
| Liverpool          | 2006/2007          | Premier League     | 2       | 0      | 3       | 0      | 1       | 0      | 6       | 0       |
| Liverpool          | Łącznie            | Łącznie            | 127     | 0      | 20      | 0      | 38      | 0      | 185     | 0       |
| Real Madryt        | 2007/2008          | Primera División   | 1       | 0      | 4       | 0      | 0       | 0      | 5       | 0       |
| Real Madryt        | 2008/2009          | Primera División   | 0       | 0      | 2       | 0      | 1       | 0      | 3       | 0       |
| Real Madryt        | 2009/2010          | Primera División   | 0       | 0      | 2       | 0      | 0       | 0      | 2       | 0       |
| Real Madryt        | 2010/2011          | Primera División   | 1       | 0      | 0       | 0      | 1       | 0      | 2       | 0       |
| Real Madryt        | Łącznie            | Łącznie            | 2       | 0      | 8       | 0      | 2       | 0      | 12      | 0       |
| Łącznie w karierze | Łącznie w karierze | Łącznie w karierze | 283     | 0      | 28      | 0      | 70      | 0      | 381     | 0       |

### Reprezentacyjne
| Reprezentacja | Rok     | Mecze | Bramki |
| ------------- | ------- | ----- | ------ |
| Polska U-21   |         |       |        |
| 1996          | 2       | 0     |        |
| Ogólnie       | Ogólnie | 2     | 0      |
| Polska        |         |       |        |
| 1998          | 1       | 0     |        |
| 1999          | 1       | 0     |        |
| 2000          | 7       | 0     |        |
| 2001          | 10      | 0     |        |
| 2002          | 6       | 0     |        |
| 2003          | 11      | 0     |        |
| 2004          | 11      | 0     |        |
| 2005          | 6       | 0     |        |
| 2006          | 5       | 0     |        |
| 2007          | 0       | 0     |        |
| 2008          | 0       | 0     |        |
| 2009          | 1       | 0     |        |
| 2010          | 0       | 0     |        |
| 2011          | 0       | 0     |        |
| 2012          | 0       | 0     |        |
| 2013          | 1       | 0     |        |
| Ogólnie       | Ogólnie | 60    | 0      |

| Występy w reprezentacji Polski | Występy w reprezentacji Polski | Występy w reprezentacji Polski | Występy w reprezentacji Polski | Występy w reprezentacji Polski | Występy w reprezentacji Polski | Występy w reprezentacji Polski |
| Lp.                            | Data                           | Miejsce                        | Przeciwnik                     | Wynik                          | Czas gry                       | Mecz                           |
| ------------------------------ | ------------------------------ | ------------------------------ | ------------------------------ | ------------------------------ | ------------------------------ | ------------------------------ |
| 1.                             | 25.02.1998                     | Ramat Gan                      | Izrael                         | 2:0                            | od 46'                         | Mecz towarzyski                |
| 2.                             | 18.08.1999                     | Warszawa                       | Hiszpania                      | 1:2                            | od 53'                         | Mecz towarzyski                |
| 3.                             | 23.02.2000                     | St. Denis                      | Francja                        | 1:0                            | 90'                            | Mecz towarzyski                |
| 4.                             | 29.03.2000                     | Debreczyn                      | Węgry                          | 0:0                            | 90'                            | Mecz towarzyski                |
| 5.                             | 4.06.2000                      | Lozanna                        | Holandia                       | 3:1                            | 90'                            | Mecz towarzyski                |
| 6.                             | 16.08.2000                     | Bukareszt                      | Rumunia                        | 1:1                            | 90'                            | Mecz towarzyski                |
| 7.                             | 2.09.2000                      | Kijów                          | Ukraina                        | 3:1                            | 90'                            | El. Mundialu 2002              |
| 8.                             | 7.10.2000                      | Łódź                           | Białoruś                       | 3:1                            | 90'                            | El. Mundialu 2002              |
| 9.                             | 11.10.2000                     | Warszawa                       | Walia                          | 0:0                            | 90'                            | El. Mundialu 2002              |
| 10.                            | 28.02.2001                     | Larnaka                        | Szwajcaria                     | 4:0                            | do 46'                         | Mecz towarzyski                |
| 11.                            | 24.03.2001                     | Oslo                           | Norwegia                       | 3:2                            | od 66'                         | El. Mundialu 2002              |
| 12.                            | 28.03.2001                     | Warszawa                       | Armenia                        | 4:0                            | 90'                            | El. Mundialu 2002              |
| 13.                            | 25.04.2001                     | Bydgoszcz                      | Szkocja                        | 1:1                            | 90'                            | Mecz towarzyski                |
| 14.                            | 2.06.2001                      | Cardiff                        | Walia                          | 2:1                            | 90'                            | El. Mundialu 2002              |
| 15.                            | 6.06.2001                      | Erywań                         | Armenia                        | 1:1                            | 90'                            | El. Mundialu 2002              |
| 16.                            | 15.08.2001                     | Reykjavík                      | Islandia                       | 1:1                            | 90'                            | Mecz towarzyski                |
| 17.                            | 1.09.2001                      | Chorzów                        | Norwegia                       | 3:0                            | 90'                            | El. Mundialu 2002              |
| 18.                            | 5.09.2001                      | Mińsk                          | Białoruś                       | 1:4                            | 90'                            | El. Mundialu 2002              |
| 19.                            | 6.10.2001                      | Chorzów                        | Ukraina                        | 1:1                            | 90'                            | El. Mundialu 2002              |
| 20.                            | 27.03.2002                     | Łódź                           | Japonia                        | 0:2                            | do 46'                         | Mecz towarzyski                |
| 21.                            | 17.04.2002                     | Bydgoszcz                      | Rumunia                        | 1:2                            | 90'                            | Mecz towarzyski                |
| 22.                            | 4.06.2002                      | Pusan                          | Korea Południowa               | 0:2                            | 90'                            | Mundial 2002                   |
| 23.                            | 10.06.2002                     | Jeonju                         | Portugalia                     | 0:4                            | 90'                            | Mundial 2002                   |
| 24.                            | 12.10.2002                     | Warszawa                       | Łotwa                          | 0:1                            | 90'                            | El. Euro 2004                  |
| 25.                            | 20.11.2002                     | Kopenhaga                      | Dania                          | 0:2                            | 90'                            | Mecz towarzyski                |
| 26.                            | 12.02.2003                     | Split                          | Chorwacja                      | 0:0                            | 90'                            | Mecz towarzyski                |
| 27.                            | 29.03.2003                     | Chorzów                        | Węgry                          | 0:0                            | 90'                            | El. Euro 2004                  |
| 28.                            | 2.04.2003                      | Ostrowiec Św.                  | San Marino                     | 5:0                            | 90'                            | El. Euro 2004                  |
| 29.                            | 6.06.2003                      | Poznań                         | Kazachstan                     | 3:0                            | 90'                            | Mecz towarzyski                |
| 30.                            | 11.06.2003                     | Solna                          | Szwecja                        | 0:3                            | 90'                            | El. Euro 2004                  |
| 31.                            | 28.08.2003                     | Tallinn                        | Estonia                        | 1:2                            | 90'                            | Mecz towarzyski                |
| 32.                            | 6.09.2003                      | Ryga                           | Łotwa                          | 2:0                            | 90'                            | El. Euro 2004                  |
| 33.                            | 10.09.2003                     | Chorzów                        | Szwecja                        | 0:2                            | 90'                            | El. Euro 2004                  |
| 34.                            | 11.10.2003                     | Budapeszt                      | Węgry                          | 2:1                            | 90'                            | El. Euro 2004                  |
| 35.                            | 12.11.2003                     | Warszawa                       | Włochy                         | 3:1                            | 90'                            | Mecz towarzyski                |
| 36.                            | 16.11.2003                     | Płock                          | Serbia                         | 4:3                            | do 46'                         | Mecz towarzyski                |
| 37.                            | 18.02.2004                     | San Fernando                   | Słowenia                       | 2:0                            | 90'                            | Mecz towarzyski                |
| 38.                            | 31.03.2004                     | Płock                          | Stany Zjednoczone              | 0:1                            | 90'                            | Mecz towarzyski                |
| 39.                            | 28.04.2004                     | Bydgoszcz                      | Irlandia                       | 0:0                            | do 61'                         | Mecz towarzyski                |
| 40.                            | 29.05.2004                     | Szczecin                       | Grecja                         | 1:0                            | 90'                            | Mecz towarzyski                |
| 41.                            | 5.06.2004                      | Solna                          | Szwecja                        | 1:3                            | 90'                            | Mecz towarzyski                |
| 42.                            | 18.08.2004                     | Poznań                         | Dania                          | 1:5                            | do 46'                         | Mecz towarzyski                |
| 43.                            | 4.09.2004                      | Belfast                        | Irlandia Północna              | 3:0                            | 90'                            | El. Mundialu 2006              |
| 44.                            | 8.09.2004                      | Chorzów                        | Anglia                         | 1:2                            | 90'                            | El. Mundialu 2006              |
| 45.                            | 13.10.2004                     | Wiedeń                         | Austria                        | 3:1                            | 90'                            | El. Mundialu 2006              |
| 46.                            | 13.10.2004                     | Cardiff                        | Walia                          | 3:2                            | 90'                            | El. Mundialu 2006              |
| 47.                            | 17.11.2004                     | St. Denis                      | Francja                        | 0:0                            | 90'                            | Mecz towarzyski                |
| 48.                            | 9.02.2005                      | Grodzisk Wlkp.                 | Białoruś                       | 1:3                            | do 46'                         | Mecz towarzyski                |
| 49.                            | 26.03.2005                     | Warszawa                       | Azerbejdżan                    | 8:0                            | 90'                            | El. Mundialu 2006              |
| 50.                            | 30.03.2005                     | Warszawa                       | Irlandia Północna              | 1:0                            | 90'                            | El. Mundialu 2006              |
| 51.                            | 4.06.2005                      | Baku                           | Azerbejdżan                    | 3:0                            | 90'                            | El. Mundialu 2006              |
| 52.                            | 13.11.2005                     | Barcelona                      | Ekwador                        | 3:0                            | od 64'                         | Mecz towarzyski                |
| 53.                            | 16.11.2005                     | Ostrowiec Św.                  | Estonia                        | 3:1                            | do 46'                         | Mecz towarzyski                |
| 54.                            | 1.03.2006                      | Kaiserslautern                 | Stany Zjednoczone              | 0:1                            | do 46'                         | Mecz towarzyski                |
| 55.                            | 28.03.2006                     | Rijad                          | Arabia Saudyjska               | 2:1                            | do 85'                         | Mecz towarzyski                |
| 56.                            | 2.05.2006                      | Bełchatów                      | Litwa                          | 0:1                            | do 83'                         | Mecz towarzyski                |
| 57.                            | 16.08.2006                     | Odense                         | Dania                          | 0:2                            | 90'                            | Mecz towarzyski                |
| 58.                            | 2.09.2006                      | Bydgoszcz                      | Finlandia                      | 1:3                            | 90'                            | El. Euro 2008                  |
| 59.                            | 14.10.2009                     | Chorzów                        | Słowacja                       | 0:1                            | 90'                            | El. Mundialu 2010              |
| 60.                            | 4.06.2013                      | Kraków                         | Liechtenstein                  | 2:0                            | do 34'                         | Mecz towarzyski                |

## Sukcesy

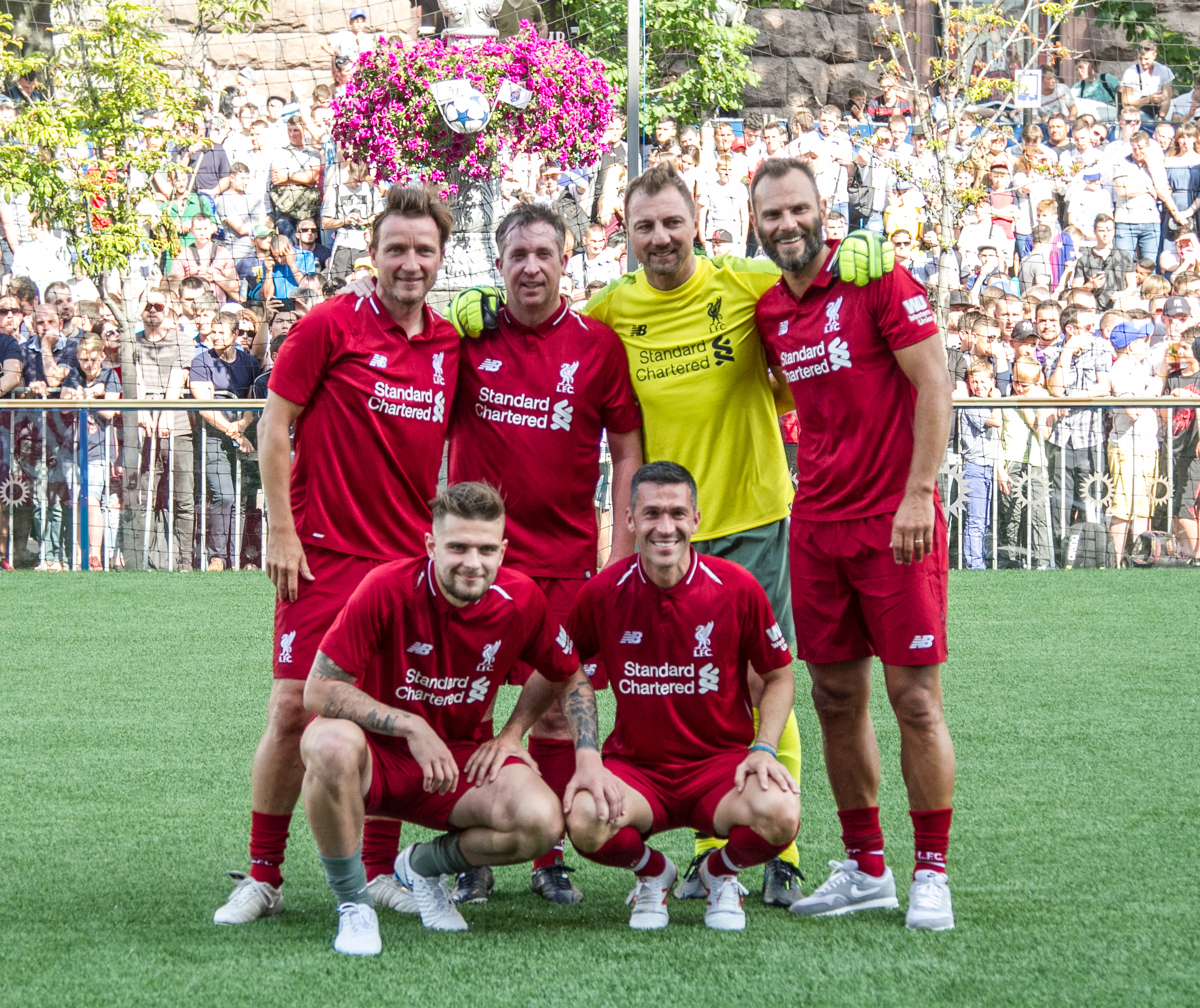
Dudek podczas meczu pokazowego (2018)

### Feyenoord Rotterdam
- Mistrzostwo Holandii: 1998/1999
- Superpuchar Holandii: 1999

### Liverpool
- Puchar Anglii: 2005/2006
- Puchar Ligi Angielskiej: 2002/2003
- Tarcza Wspólnoty: 2006
- Liga Mistrzów UEFA: 2004/2005
- Superpuchar Europy UEFA: 2005

### Real Madryt
- Mistrzostwo Hiszpanii: 2007/2008
- Puchar Króla: 2010/2011
- Superpuchar Hiszpanii: 2008

### Indywidualne
- Najlepszy bramkarz Eredivisie: 1998/1999, 1999/2000
- Najlepszy zawodnik Eredivisie: 1999/2000
- Piłkarz Roku („Piłka Nożna”): 2000
- Piłkarz Roku („Sport”): 2000, 2001
- Trofeum Alana Hardakera: 2003